# Колычёвская волость (Московская губерния)
Колычёвская волость — волость в составе Егорьевского уезда Московской губернии, существовавшая в 1922-1929 годах.

## География
Колычёвская волость располагалась в юго-западной части Егорьевского уезда.

## История
Колычёвская волость была образована в 1922 году путём слияния Бережковской (деревня Михали) и Троицкой волостей Егорьевского уезда. Административным центром волости было село Колычево. 
В ходе реформы административно-территориального деления СССР в 1929 году волость была упразднена.
В настоящее время территория Колычёвской волости находится в составе городского поселения Егорьевск Егорьевского района и Хорошовского сельского поселения Коломенского района (село Дмитровцы).

## Состав
На 1926 год в состав Колычевской волости входило 3 села и 11 деревень.
| Вид     | Наименование         | Население, чел. (1926 год) |
| ------- | -------------------- | -------------------------- |
| деревня | Блохино              | 152                        |
| деревня | Бутово               | 184                        |
| село    | Дмитриевцы           | 694                        |
| деревня | Зайцево и Родионовка | 112                        |
| деревня | Ивановская           | 245                        |
| деревня | Исаиха               | 173                        |
| село    | Колычево             | 285                        |
| деревня | Кузьминка            | 91                         |
| деревня | Михали               | 549                        |
| деревня | Русаки               | 152                        |
| деревня | Сазоново             | 447                        |
| деревня | Тимошино             | 857                        |
| село    | Троица               | 146                        |